# Ola Alsheikh
Ola Alsheikh, také známá jako Ola Abbas Alsheikh Omer (arabsky: عُلا عباس الشيخ عمر, * ?, Omdurmán, Súdán) je súdánská dokumentární fotografka působící na volné noze. Je známá především svými snímky každodenního života a společenských událostí v Chartúmu. Ve své práci klade zvláštní důraz na obrazy žen a dívek a také na sociální a etnickou rozmanitost v Súdánu.

## Životopis

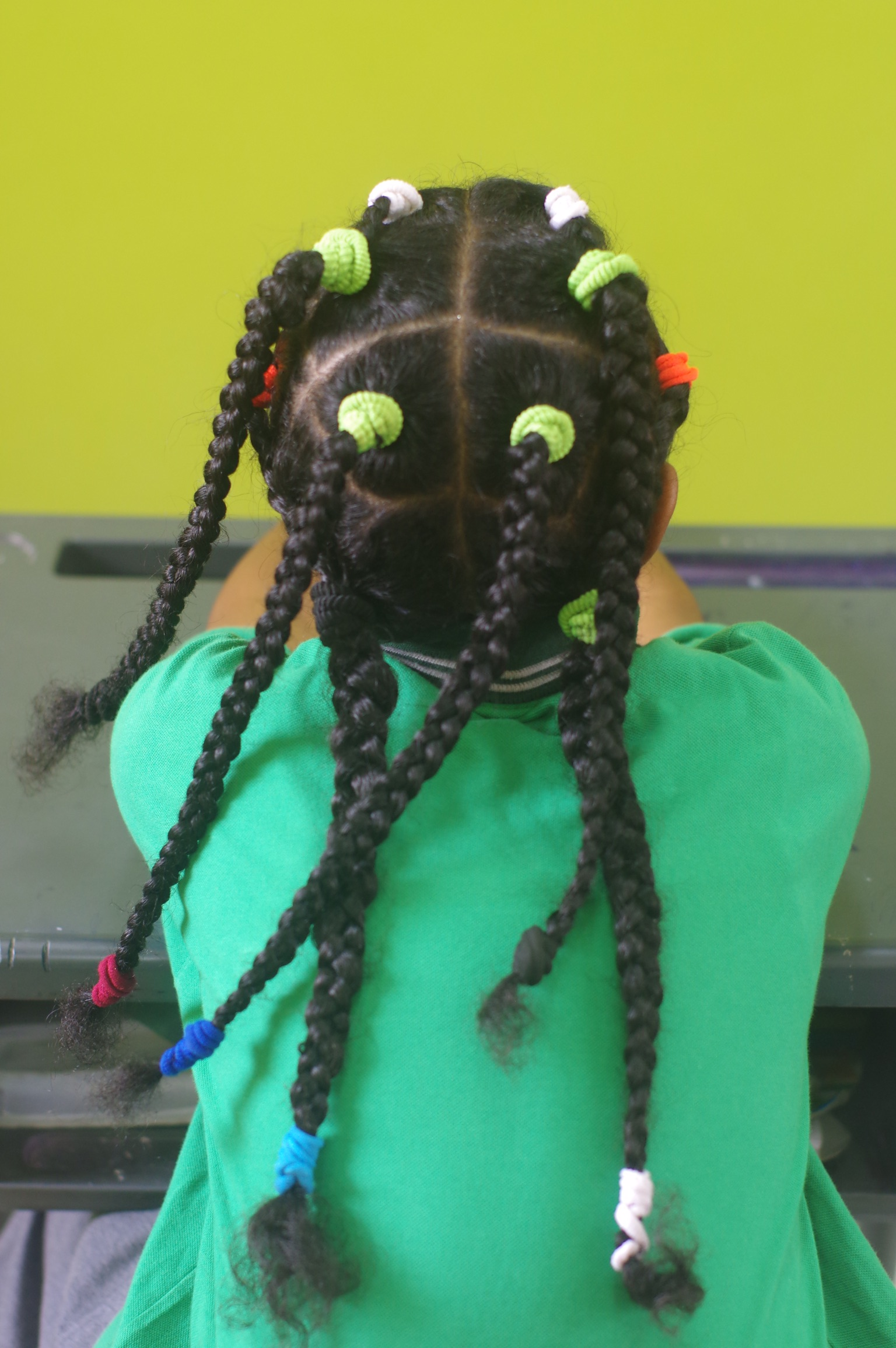
Školačka v Omdurmánu

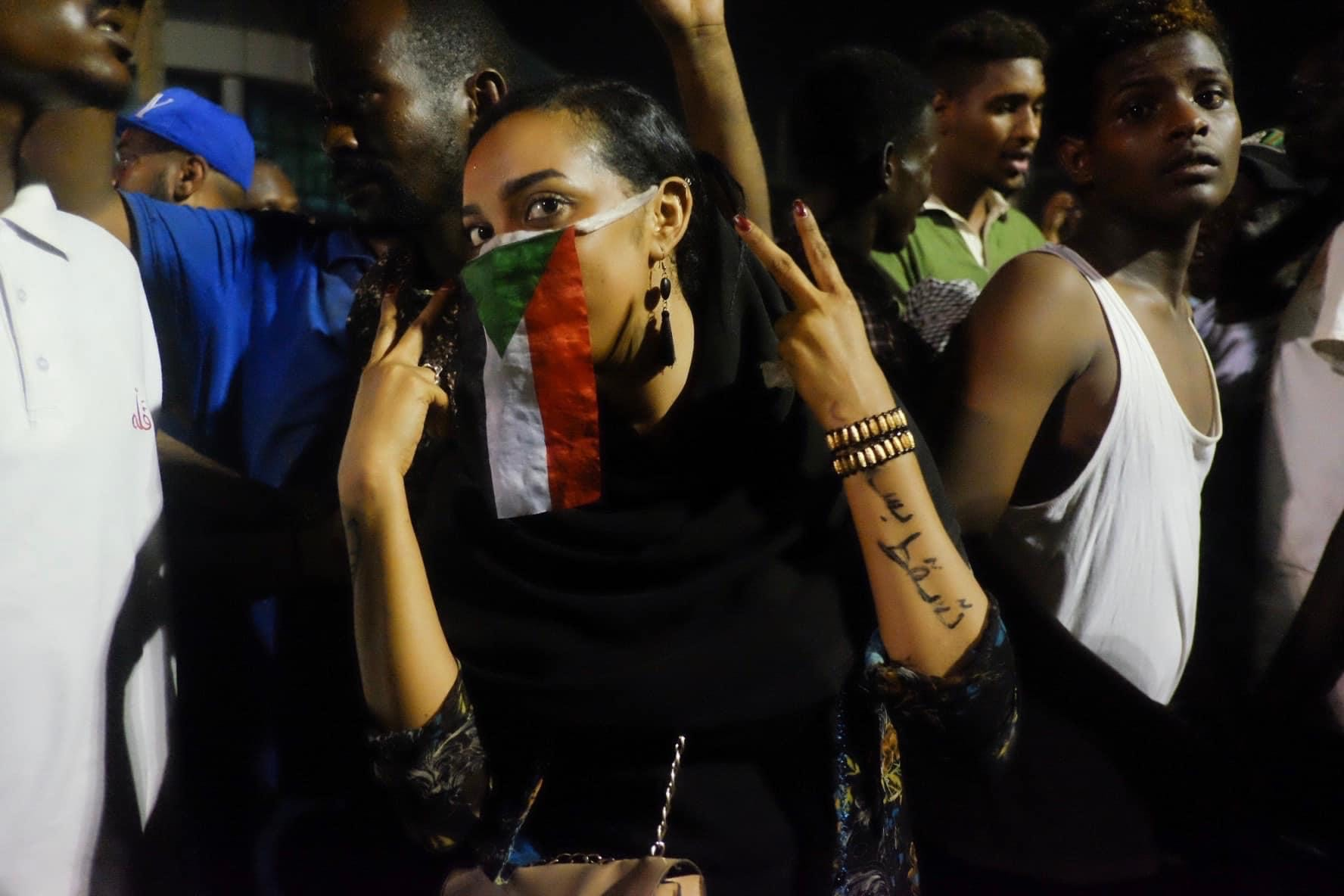
Súdánské ženy protestující v roce 2019

Alsheikh se narodila v Omdurmánu v Súdánu a vyrostla v Německu, Saúdské Arábii a Súdánu. Vystudovala elektrotechniku na univerzitě v Chartúmu.
Podle zprávy BBC News se jako fotografka při fotografování v ulicích Chartúmu setkala se zesměšňováním nebo dokonce obtěžováním. Tento negativní postoj přičítá tomu, že lidé v Chartúmu nejsou zvyklí vídat v ulicích ženu s fotoaparátem. Ale navzdory tomu řekla: Chci ukázat skutečný život v Súdánu - dlouho jsme byli zbytkem světa marginalizováni.

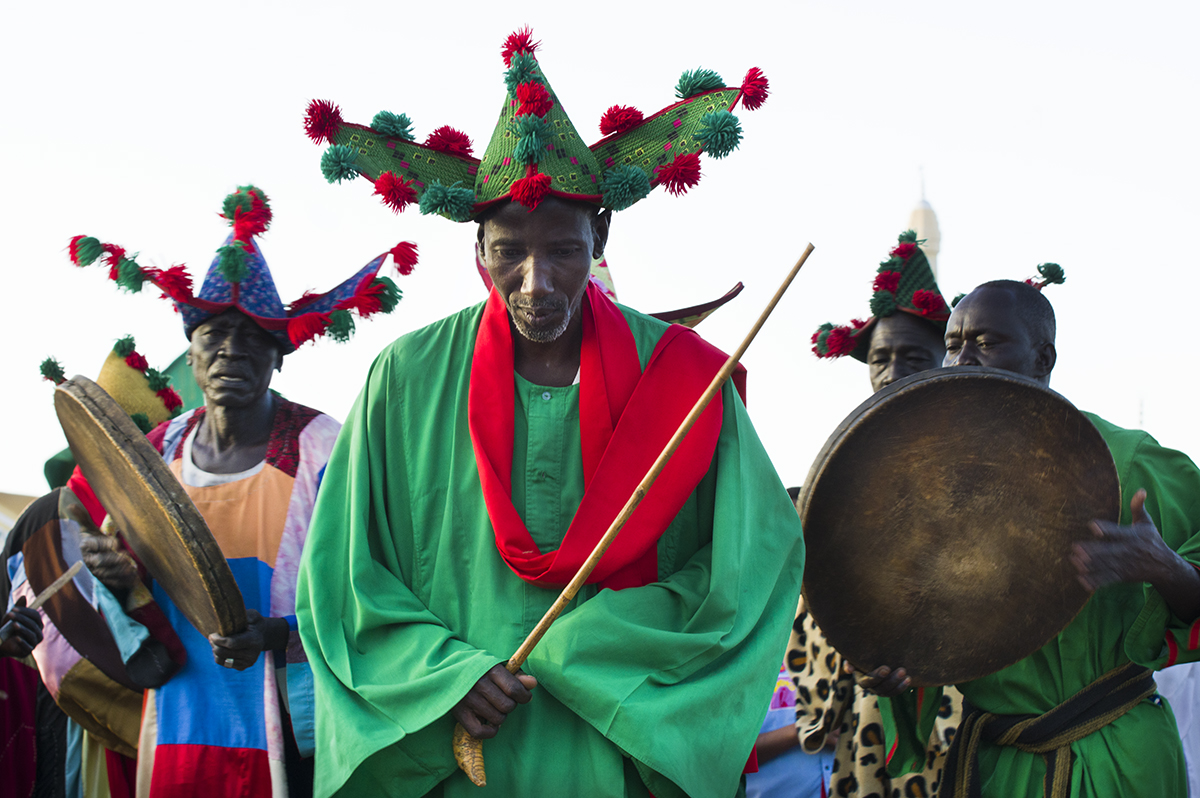
Sufis v Omdurmánu

V říjnu 2018 časopis Amateur Photographer publikoval článek o autorčiných snímcích moderního Súdánu. Podle tohoto článku si Alsheikh koupila svůj první filmový fotoaparát v roce 1998, ale vážně se začala věnovat dokumentární fotografii až o dvanáct let později, když přešla na digitální fotoaparáty. Od té doby používá svůj fotoaparát k dokumentování každodenního života a snaží se změnit společenské povědomí. Jako příklad pro její dokumentování zvláštních událostí a oslav v Súdánu článek uvádí její fotografie oblíbených súfijských rituálů v Omdurmánu, části většího Chartúmu.
Během súdánské revoluce v letech 2018/2019 zveřejnila BBC News její snímky demonstrantů vyzývajících bývalého prezidenta Umara al-Bašíra a jeho vlády k rezignaci. V roce 2019 francouzské noviny Le Monde zveřejnily její fotografii v příběhu o eritrejských uprchlících v Chartúmu.

### Pohlednice z Chartúmu 2023
Po ozbrojeném konfliktu v Súdánu v roce 2023 zahájili Ala Kheir, Ola Alsheikh a další súdánští fotografové online projekt Postcards from Khartoum (Pohlednice z Chartúmu). Uprostřed ničení jejich měst, tisíců lidí prchajících před boji a nedostatku jídla, vody a elektřiny, publikují své obrázky a krátké komentáře jako „pohled na to, co se děje v jejich životech od 16. dubna 2023."